# Flervärd logik
Flervärd logik är en term inom logiken som avser logiska system som hanterar fler sanningsvärden än sann (T) och falsk (F). Ett exempel är trevärd logik, ett annat är suddig logik. Ett vanligt tredje sanningsvärde är okänt (U). Ett fjärde sanningsvärde kan vara motstridigt (#) eller överbestämt för utsagor som samtidigt, men på olika fakta, utvärderats till såväl sann (T) som falsk (F). Ytterligare ett sanningsvärde kan vara att man försökt utvärdera utsagan, men upptäckt att det inte finns tillräckliga fakta för att utvärdera den. Då kan man behöva ytterligare ett sanningsvärde som talar om att det är känt att det är okänt (X). Det senare är förmodligen mest användbart i icke-monoton logik.